# Dubova, Jmerînka
Dubova (în ucraineană Дубова) este o comună în raionul Jmerînka, regiunea Vinnița, Ucraina, formată numai din satul de reședință.

## Demografie
Componența lingvistică a satului Dubova
     Ucraineană (99,84%)
     Alte limbi (0,16%)
Conform recensământului din 2001, majoritatea populației satului Dubova era vorbitoare de ucraineană (99,84%), existând în minoritate și vorbitori de alte limbi.